# Meroleuca
Meroleuca é um gênero de mariposa pertencente à família Saturniidae.

## Espécies
- Meroleuca catamarcensis Meister & Brechlin, 2008
- Meroleuca decaensi Lemaire, 1995
- Meroleuca lituroides (Bouvier, 1929)
- Meroleuca mossi Lemaire, 1995
- Meroleuca nigra (Dognin, 1913)
- Meroleuca raineri Brechlin & Meister, 2008
- Meroleuca venosa (Walker, 1855)